# Louis Sokoloff
Louis Sokoloff (* 14. Oktober 1921 in Philadelphia, Pennsylvania; † 30. Juli 2015 in Washington, D.C.) war ein US-amerikanischer Neurowissenschaftler. Er gilt als Pionier der funktionellen Bildgebung des Gehirns.

## Leben und Wirken
Sokoloffs Vater war jüdischer Immigrant aus der Ukraine, seine Mutter aus Russland. Sokoloff studierte an der University of Pennsylvania, unter anderem bei Lewis Heilbrunn (1892–1959), der ihn ermutigte, ein Medizinstudium anzuschließen. Nach Assistenzarztzeit in der Psychiatrie und Militärdienst ging Sokoloff 1949 zu Seymour S. Kety an die University of Pennsylvania. Unter Anwendung von Ketys Methode, den zerebralen Blutfluss (cerebral blood flow, CBF) durch Messung der arterio-venösen Konzentrationsdifferenz von Distickstoffmonoxid (N2O) zu bestimmen, konnte Sokoloff zeigen, dass bei Hyperthyreose die Hirndurchblutung nicht erhöht ist, während der Grundumsatz annähernd verdoppelt ist. Dies führte zur Hypothese, dass die Schilddrüsenhormone die Proteinbiosynthese stimulieren. In der Folgezeit konnte Sokoloff wesentliche Beiträge zum Verständnis der Funktion der Schilddrüsenhormone leisten. Ketys Gruppe führte zahlreiche Studien zur Messung des CBF bei geistiger Aktivität, Schlaf und Narkose und unter dem Einfluss verschiedener Wirkstoffe durch.
1951 wechselte Sokoloff gemeinsam mit Kety an die National Institutes of Health (NIH) in Bethesda, Maryland, wo Sokoloff schließlich Leiter des Labors für Hirnstoffwechsel wurde. Diese Position behielt er während der folgenden 35 Jahre. 
Gemeinsam mit Kety, William M. Landau, Lewis Rowland und Walter Freygang entwickelte Sokoloff Methoden der quantitativen Bestimmung eines regionalen CBF mittels Autoradiographie beim Versuchstier. Er konnte so erstmals eine Verbindung zwischen funktioneller Aktivität und regionalem Blutfluss darstellen. Es handelte sich um die erste Veröffentlichung einer funktionellen Bildgebung des Gehirns. Unter Verwendung von 2-deoxy-D-14C-Glucose konnte Sokoloff auch den Energiestoffwechsel des Gehirns darstellen, der nahezu Vollständig auf Glucose basiert. 
Später wurde 14C durch 18F ersetzt und Fluordesoxyglucose verwendet, womit in Zusammenarbeit mit Martin Reivich, David Kuhl, Alfred P. Wolf und Michael E. Phelps die Grundlage der Positronenemissionstomografie gelegt wurde. Sokoloffs Arbeiten haben so den Weg von der Grundlagenforschung in die klinische Routine gefunden.

## Auszeichnungen (Auswahl)
- 1977–1979 Präsident der American Society for Neurochemistry[2]
- 1980 Mitglied der National Academy of Sciences
- 1981 Albert Lasker Award for Clinical Medical Research[3]
- 1982 Mitglied der American Academy of Arts and Sciences[4]
- 1982 Thomas W. Salmon Award and Lecture der New York Academy of Medicine[5]
- 1988 NAS Award in the Neurosciences (gemeinsam mit Seymour S. Kety)[6]
- 1988 Hevesy Pioneer Award der Society of Nuclear Medicine (gemeinsam mit Seymour S. Kety)[7]
- 1996 Ralph-W.-Gerard-Preis
- 2005 Mitglied der American Philosophical Society[8]

- Ehrendoktorate der Universität Lund, Universität Glasgow, Universität Marburg und der Yeshiva University